# Chambly (Oise)
Chambly település Franciaországban, Oise megyében. Lakosainak száma 9909 fő (2022. január 1.). Chambly Belle-Église, Fresnoy-en-Thelle, Le Mesnil-en-Thelle, Champagne-sur-Oise, Persan és Ronquerolles községekkel határos.

## Népesség
A település népességének változása:
| Lakosok száma | 9817 | 10 034 | 10 236 | 10 174 | 10 174 | 10 147 | 10 127 | 9980 | 9909 |
|               | 2013 | 2015   | 2016   | 2017   | 2018   | 2019   | 2020   | 2021 | 2022 |